# Autoritatea de Investigații și Analiză pentru Siguranța Aviației Civile
Autoritatea de Investigații și Analiză pentru Siguranța Aviației Civile - AIAS (fost Centrul de Investigații și Analiză pentru Siguranța Aviației Civile - CIAS) este o comisie independentă de investigare a accidentelor și incidentelor aeriene.